# Aurélie Pons
Pour les articles homonymes, voir Pons.
Aurélie Pons, née le 3 avril 1996, dans le Vaucluse (France), est une actrice et ancienne mannequin française.

## Biographie

### Enfance et formation
Aurélie Pons est originaire de Valréas dans le Vaucluse,. Elle a fait du théâtre. Elle s'oriente d'abord vers un baccalauréat littéraire, puis effectue des études de communication à Lyon pour lesquelles elle réalise plusieurs stages à l'étranger en se rendant à Barcelone, en Italie ou encore en Australie. Elle sort diplômée d'un Bachelor en communication, spécialisée dans le design graphique ; elle concèdera néanmoins que « la communication, c’était un peu pour avoir un diplôme » et « faire plaisir » à ses parents.

### Miss Provence pour Miss France
En parallèle de ses études, elle prend part également à des concours de beauté. Elle est ainsi élue en 2018 Miss Vaucluse et Miss Provence,. Cette dernière élection la dirige vers le concours Miss France 2019 mais elle annonce en août 2018 ne pas concourir, laissant sa place à sa dauphine Wynona Gueraïni, afin de privilégier sa carrière ainsi que son compagnon,,. Elle déclare plus tard que son « rêve de gamine n’était pas d’être Miss, mais comédienne ».

### Carrière
De ce fait, elle se dirige par la suite vers la comédie, et enchaîne des castings pendant deux années. En 2020, elle est ainsi choisie pour prendre part à la 4e saison du feuilleton Demain nous appartient,,. Aurélie Pons y joue le rôle de Salomé Dekens, une étudiante de l’institut Auguste Armand qui entretient une relation amoureuse avec Maxime, personnage interprété par Clément Rémiens. Ce rôle lui permet d'intégrer à partir du 2 novembre 2020 Ici tout commence, une série dérivée de Demain nous appartient et centrée sur l'école gastronomique du chef Armand,.
À compter du 24 septembre 2021, elle participe comme candidate à la onzième saison de l'émission Danse avec les stars avec Adrien Caby comme partenaire,. Le 14 octobre 2021, elle annonce sur les réseaux sociaux qu'elle a perdu son père quelques jours auparavant, mais qu'elle souhaite continuer l'émission pour lui rendre hommage,. Elle est éliminée le 19 novembre en terminant quatrième.
En 2022, elle joue pour la première fois dans un téléfilm : Champion sur TF1, fiction réalisée par Mona Achache dans laquelle Aurélie Pons incarne le rôle de Marjorie, la petite amie de Zack, joué lui par Kendji Girac,.
Au printemps 2024, elle annonce son départ du feuilleton Ici tout commence,.

## Vie privée
De 2018 à 2021, Aurélie Pons partage sa vie avec Carlos Romero, un mannequin espagnol rencontré aux Philippines. Elle a deux sœurs cadettes prénommées Alice et Agathe.

## Filmographie

### Télévision
Séries télévisées
- 2020 : Demain nous appartient (TF1) : Salomé Dekens
- 2020 - 2024 : Ici tout commence (TF1) : Salomé Dekens
- 2025: Erica (TF1)

Téléfilms
- 2022 : Champion de Mona Achache : Marjorie

## Émission de télévision
- 2021 : Danse avec les stars (saison 11), sur TF1 : candidate

## Clip
- 2019 : Ce monde est cruel, clip vidéo de Vald[22]